# Valeri Likhobabenko
Valeri Valeryevich Likhobabenko (tiếng Nga: Валерий Валерьевич Лихобабенко; sinh ngày 17 tháng 2 năm 1976) là một cầu thủ bóng đá người Nga. Anh thi đấu cho FC Veles Moskva.

## Sự nghiệp câu lạc bộ
Anh ra mắt chuyên nghiệp tại Russian Third League năm 1994 cho FC Torgmash Lyubertsy. Anh thi đấu in one game tại UEFA Intertoto Cup 1997 cho F.K. Dynamo Moskva.

## Danh hiệu
- Á quân Cúp quốc gia Nga: 2001.
- Giải bóng đá ngoại hạng Kazakhstan champion: 2004.